# Julmusik

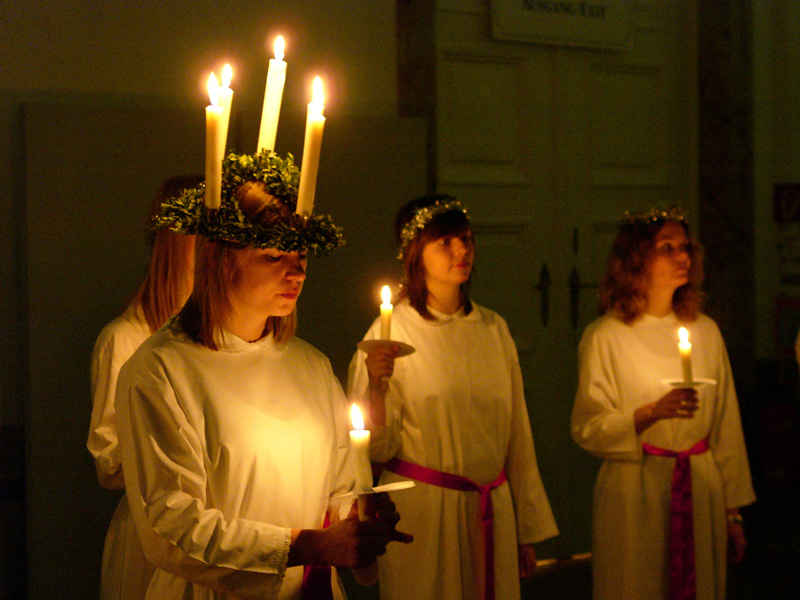
Luciasånger räknas ofta också som julsånger i Sverige.

Begreppet julmusik avser den musik som förknippas med firandet av den kristna julen, bland annat musik som används vid julens gudstjänster i kyrkorna, vid julfester och vid julfirande i hemmen, samt musik som säljs på skiva inför julen. Julmusik har i flera länders tradition kommit att omfatta musik från adventstiden till Trettondedag jul eller till Tjugondag Knut, och omfattar därmed i nordisk tradition även Luciasångerna.
Vid dans kring granen och ringlekar används även många sånger som också sjungs när man dansar runt midsommarstången. Många av dessa sånger saknar säsongsbundna referenser till vare sig jul eller midsommar.

## Psalmer
För det kristna advents- och julfirandet finns många psalmer. Bland de mest kända finns Stilla natt, Nu tändas tusen juleljus, Bereden väg för Herran och Betlehems stjärna.

## Carols
Carol eller Christmas carol är en folklig visa, en typ av julsång, ursprungligen av engelsk tradition, men som senare även spridits till många andra länder. De tidigaste carols härstammar från 1400-talet, och tidiga publikationer finns bland annat i den finländska sångsamlingen Piæ Cantiones (från 1500- och 1600-talen). Genom bland andra Anders Lindström spreds traditionen med carols till Sverige under 1970- och 80-talen.

## Noël
Noël (på engelska ibland 'nowell') är en typ av fransk julvisa, ursprungligen för liturgiskt bruk.